# Busto do Cardeal Richilieu
O Busto do Cardeal Richilieu é uma escultura feita em mármore pelo artista italiano Gian Lorenzo Bernini. Foi criada entre 1640 e 1641, a partir de imagens do Cardeal de Richelieu que haviam sido enviadas da França para Roma. Depois de concluído, o busto foi transportado para Paris. Está localizada no Museu do Louvre, nesta mesma cidade.